# 라드게르타

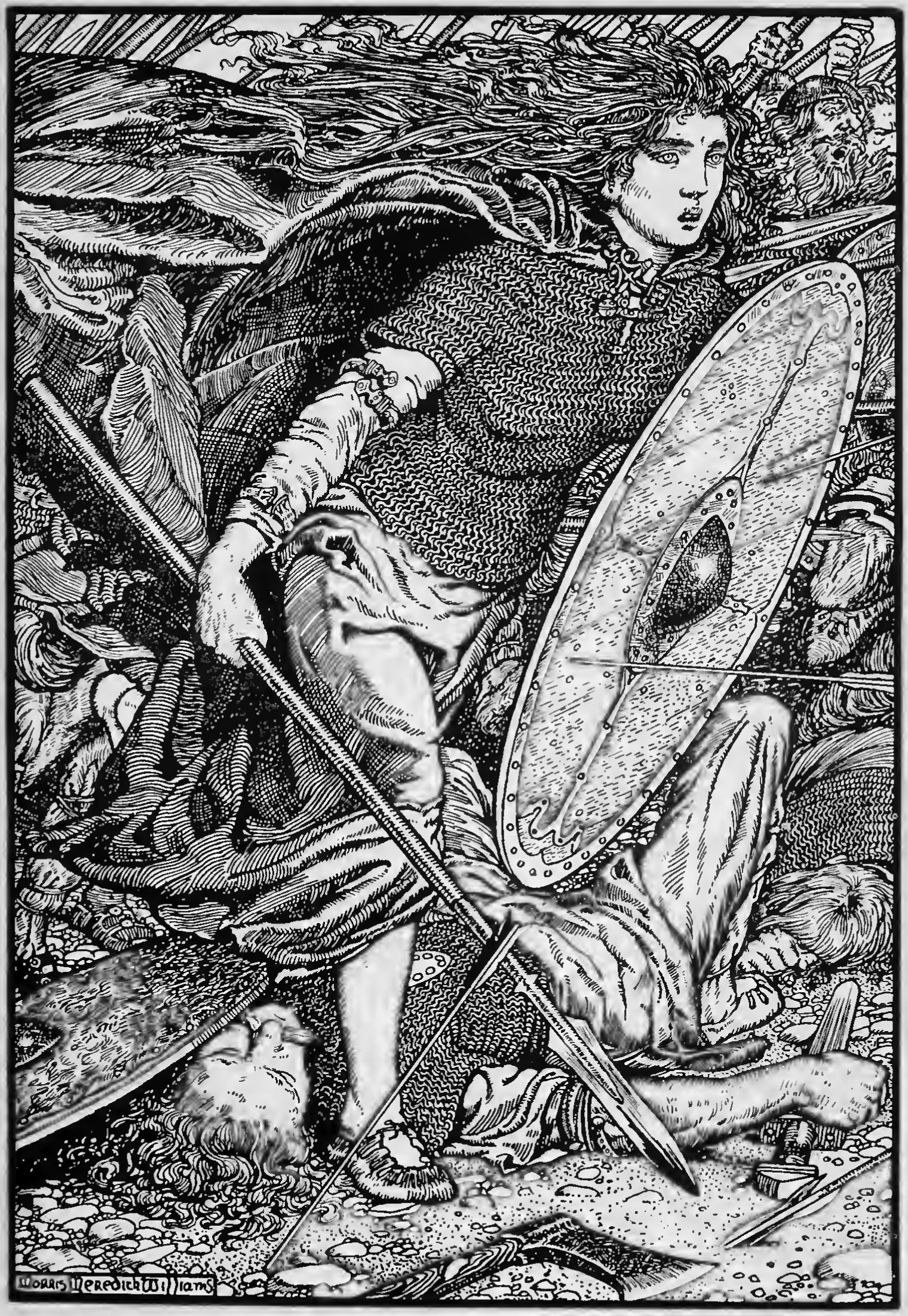
모리스 메레디스 윌리엄스의 1913년 그림.

라드게르타(라틴어: Lathgertha)는 전설상의 바이킹 스캴드메르로, 오늘날의 노르웨이의 한 지역을 지배했으며 라그나르 로드브로크의 첫 번째 아내였다고 한다.
라드게르타 이야기는 12세기 삭소 그라마티쿠스의 라틴어 문헌 데인인의 사적에 기록되어 있으며, "라드게르타"라는 라틴어 이름의 노르드어 형태는 흘라드게르드(고대 노르드어: Hlaðgerðr)로 추측된다.

## 출전

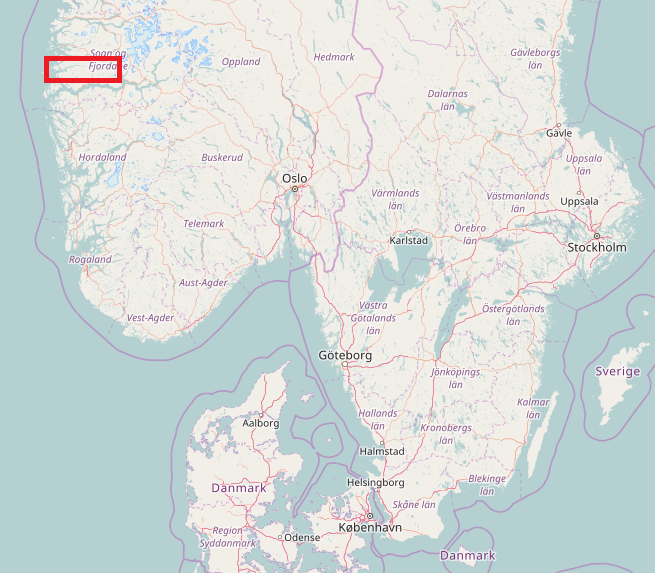
삭소에 따르면 라드게르타는 노르웨이 남부 가울라 피오르드(지도에 표시)에 살았다고 한다.

라드게르타 이야기는 12세기 덴마크 역사가 삭소 그라마티쿠스가 쓴 《데인인의 사적》 제9책에 나와 있다. 《데인인의 사적》 제9책 4장 1-9절, 11절에 따르면 스웨덴 왕 프뢰(Frø)가 노르웨이를 침공해 노르웨이 왕 시나르두스를 죽였을 때부터 라드게르타의 여전사 경력이 시작되었다고 한다. 프뢰는 시나르두스의 유족들 중 여자들을 매음굴에 처넣어 세간의 비웃음거리로 만들었다. 이 이야기를 들은 시나르두스의 손자 라그나르 로드브로크가 군대를 몰고 와서 조부의 복수를 했다. 이때 프뢰의 여자 유족들 중 다수가 남장을 하고 라그나르의 편에 서서 싸웠는데, 그 중 필두로 라그나르의 승리에 기여한 것이 라드게르타였다.
라드게르타의 용맹에 감명받은 라그나르는 멀리서 그녀를 찾아가기로 했다. 라그나르는 부하들을 가울라 협곡 입구에서 기다리도록 하고 라드게르타의 손을 잡으러 갔는데, 곰 한 마리와 개 한 마리가 그녀의 집을 지키고 있었다. 라그나르는 곰을 창으로 찔러 죽이고 개는 목을 졸라 죽임으로써 라드게르타의 손을 취하고 그녀와 결혼했다. 라그나르는 라드게르타와의 사이에 1남 2녀를 낳았는데 아들의 이름은 프리들레이프(Fridleif)고 딸들의 이름은 기록되어 있지 않다.
덴마크에서 돌아간 뒤 라그나르는 라드게르타와 이혼하고 스웨덴 왕 헤라우드의 딸 토라 보르가르효르트와 결혼했다. 삭소의 말에 따르면 라그나르는 라드게르타가 짐승들을 풀어놓아 자신을 시험한 것에 골이 나 있었다고 한다. 라그나르는 토라를 얻기 위해서 또 한 차례 모험을 겪었는데, 그 뒤 덴마크로 돌아왔더니 내전이 벌어져 있었다. 라그나르는 노르웨이에 도움을 청했고 여전히 그를 사랑했던 라드게르타가 배 120척을 몰고 왔다. 전투가 절정에 달했을 때 라그나르의 아들 시바르드가 부상을 입었다. 라드게르타는 가장 용맹하게 싸워 라그나르가 역습을 성공시키는 데 크게 기여했다.
노르웨이로 돌아간 뒤 라드게르타는 재혼한 남편과 다툰 끝에 가운 아래 숨긴 창끝으로 남편을 찔러 죽였다. 이후 라드게르타는 새남편의 작위와 주권을 찬탈해 자신이 그 자리를 차지했다. 삭소는 이 주제넘는 부인네가 그 뒤로도 남편 없이 혼자서 나라를 다스리면서 더욱 쾌적해했다고 이야기를 마무리짓는다.

## 해석
Judith Jesch에 따르면 삭소의 《데인인의 사적》 제1권에서 제9권까지의 이야기들 중 대부분은 허구의 이야기로 생각되며, 라드게르타 이야기 역시 허구로 판단되는 이야기에 속한다. 삭소는 여러 이야기들에서 많은 여전사들을 등장시키면서 그녀들을 주로 고전 고대 전설의 아마조네스와 비교한다. 삭소의 여전사들에 대한 묘사는 여성혐오로 가득하다. 당대의 여느 종교인들이 그러했듯 삭소는 여성을 성적 존재로밖에 여기지 않았다. 삭소가 보기에 바이킹의 스캴드메르들은 데인인들이 이교도였을 시절의 뒤틀린 무질서의 사례이며, 나중에 기독교와 세습군주정이 들어오면서 이런 사회적 병증이 치유된 것이었다.
6세기 스쿌둥 씨족의 왕 할프단에 관한 사가들에서는 "흘라데위야르(Hlaðeyjar)"라는 곳을 다스리는 "흘라드게르드(Hlaðgerðr)"라는 여자가 등장한다. 그녀는 할프단에게 배 스무 척을 주어 할프단이 적들을 쳐부수는 것을 도왔다고 한다. 힐다 엘리스 데이비드슨은 《데인인의 사적》 주석에서 이 이름이 프랑크계 이름이며, 노르망디 공작부인 리트가르드 드 베르망도(생몰 914년경-978년경)를 그 예시로 들면서 라드게르타 이야기가 프랑크 쪽에서 기원한 것일 수 있다는 설을 제기했다.
삭소는 라드게르타가 싸우는 모습을 적진 최후미까지 단숨에 "날아다녔다(circumvolare)"고 표현했는데, Jesch는 이것이 발키리아와의 연관성을 나타낸다고 본다. 특히 이는 헬기 하딩갸스카티의 연인이었던 발키리아 카라가 백조로 변신해 헬기의 싸움터 위를 날아다니며 헬기에게 도움이 되는 주문을 걸었다는 전승을 연상시킨다.
한편 라드게르타가 여신 토르게르드와 동일인물이라는 설도 있다. 이를 데이비드슨은 가능함직한 설이라고 평가하며, 노라 K. 채드윅은 매우 그럴듯한 설이라고 평가한다. 이 설에 대한 근거는 다음과 같다.
노르웨이의 지배자 하콘 시구르다르손(생몰 937년경-995년경)은 토르게르드를 숭배했으며 때때로 토르게르드와 결혼했다고도 한다. 토르게르드는 "흘라디르(Hlaðir)"라는 곳에 살았는데 이것이 "흘라드게르드"라는 이름의 어원이라는 것이다. 삭소의 기록에서 라드게르타가 사는 곳의 지명, 가울라 계곡(Gaulardal)은 토르게르드 신앙의 중심지 근처에 위치했다. 또한 스노리 스투를루손의 기록에서는 하콘 시구르다르손의 아내 토라의 거주지가 가울라라고 한다. 마지막으로 라드게르타가 머리칼을 휘날리며 라그나르를 돕는 장면은 《평평한 섬의 서》에서 토르게르드와 그 여동생 이르파가 하콘 시구르다르손을 도운 장면과 유사하다.